# Mathias Jung (Schauspieler)
Mathias Jung ist ein französischer Schauspieler.

## Leben
Jung studierte an der Schauspielschule des Nationaltheaters Strasbourg (École supérieure d’art dramatique du Théâtre national de Strasbourg). 1984 begann er seine Schauspielkarriere und wirkte seither in zahlreichen Rollen auf französischen Theaterbühnen, in Opern und Musicals. Er arbeitete unter anderem mit Jean-Luc Lagarce, André Richard, Ingo Metzmacher, Claudio Abbado und Robert Wilson. Seit 1988 ist Jung zudem in französischen Film- und Fernsehproduktionen zu sehen, darunter vier Spielfilme von Jacques Rivette. Unter anderem spielte er an der Seite von Alain Delon und Elsa Lunghini in Casanovas Rückkehr, neben Leonardo DiCaprio in Total Eclipse – Die Affäre von Rimbaud und Verlaine sowie in Die Liebe der Charlotte Gray mit Cate Blanchett in der Hauptrolle.
Jung ist zudem als Schriftsteller tätig. Neben drei eigenen Theaterstücken adaptierte er auch andere Werke für das Theater, wie Arden of Faversham, ein Schauspiel aus der Zeit Elisabeths I. von England sowie Un crime von Georges Bernanos.

## Filmografie (Auswahl)
- 1988: L'enfance de l'art
- 1991: Kommissar Navarro (Navarro; Fernsehserie, 1 Folge)
- 1992: Casanovas Rückkehr (Le retour de Casanova)
- 1992: Olivier (Olivier, Olivier)
- 1993: Doppelte Tarnung (Profil bas)
- 1994: Blonde Vergeltung (La vengeance d'une blonde)
- 1994: Johanna, die Jungfrau – Der Kampf (Jeanne la Pucelle I - Les batailles)
- 1994: Johanna, die Jungfrau – Der Verrat (Jeanne la Pucelle II - Les prisons)
- 1995: Total Eclipse – Die Affäre von Rimbaud und Verlaine (Total Eclipse)
- 1995: Die Fälle des Monsieur Cabrol (Les cinq dernières minutes)
- 1997: Nestor Burmas Abenteuer in Paris (Nestor Burma; Fernsehserie, 1 Folge)
- 1999: La Crim’ (Fernsehserie, 2 Folgen)
- 2001: Die Liebe der Charlotte Gray (Charlotte Gray)
- 2003: Die Geschichte von Marie und Julien (Histoire de Marie et Julien)
- 2005: Isnogud – Der bitterböse Großwesir (Iznogoud)
- 2007: Bambou
- 2007: Die Herzogin von Langeais (Ne touchez pas la hache)
- 2010: Chantrapas
- 2013: Candice Renoir (Fernsehserie, 1 Folge)